# LNWR-Klasse Prince of Wales

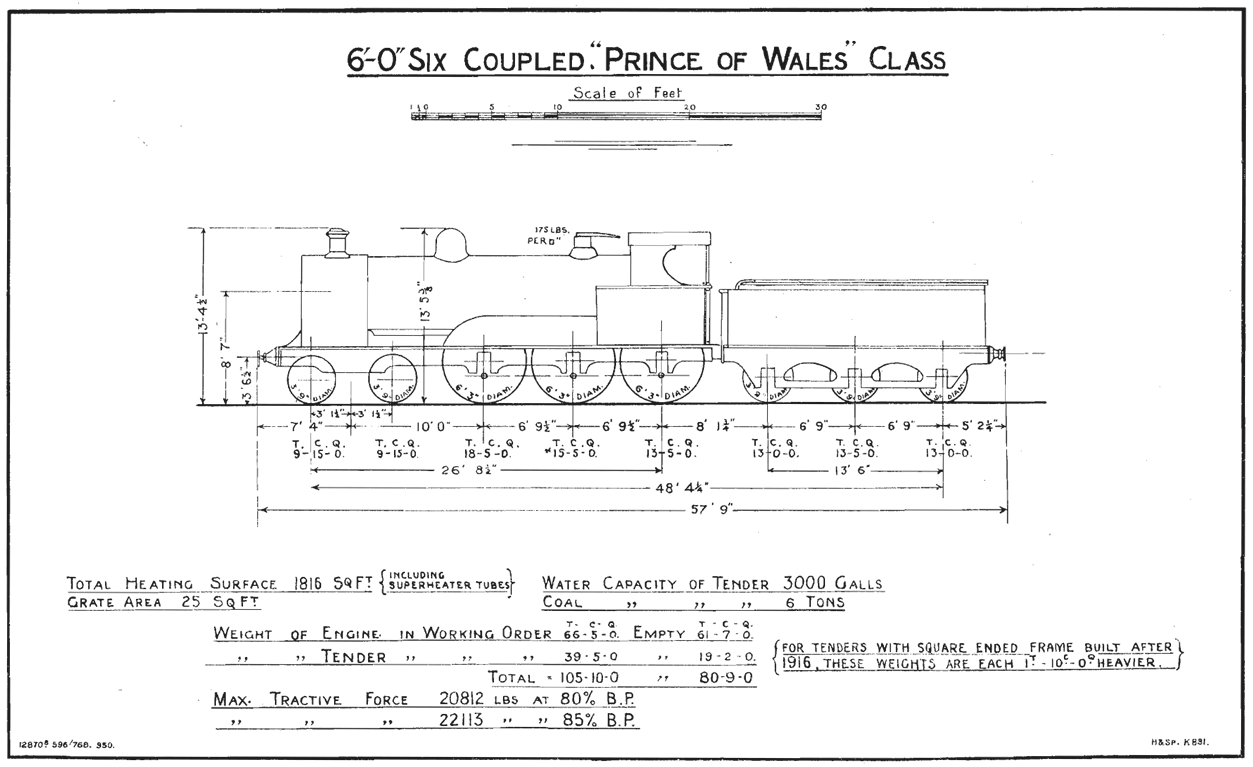
Zeichnung der Prince-of-Wales-Klasse

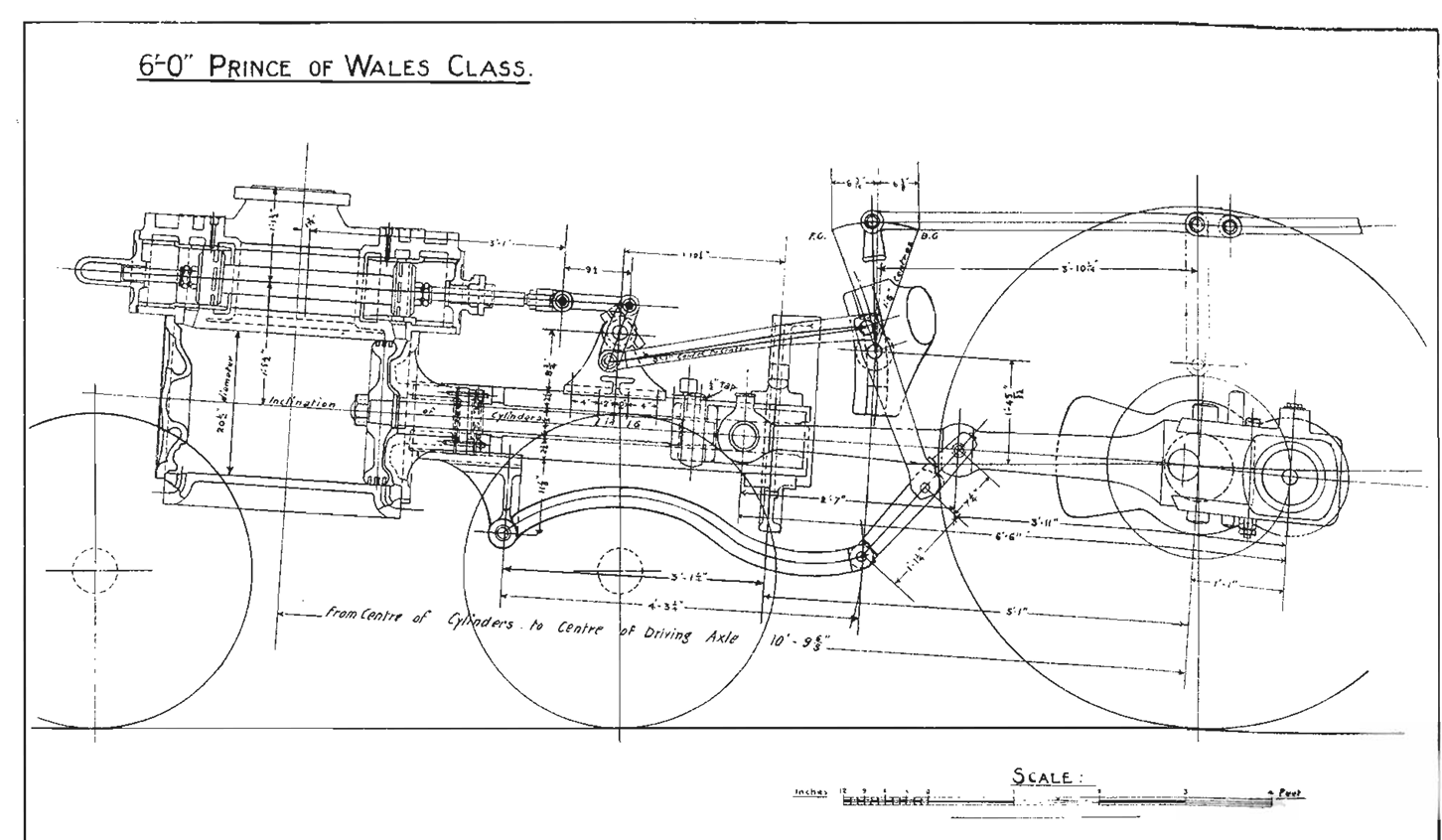
Triebwerk mit Joy-Steuerung

Die LNWR-Klasse Prince of Wales, abgekürzt auch POFW-Klasse, war eine von Charles Bowen Cooke entworfene Baureihe von Schnellzug-Dampflokomotiven mit der Achsfolge 2’C (Ten-Wheeler). Zwischen 1911 und 1924 wurden für die London and North Western Railway (LNWR) 246 Maschinen gebaut, die eine Heißdampfversionen der Experiment-Klasse waren. Der Name der Klasse leitet sich vom Namen der ersten gebauten Maschine ab.

## Geschichte
Der Vorschlag von Bowen Cooke, eine Vierzylinder-Lokomotive zu bauen, wurde vom Bauingenieur der Bahn abgelehnt. Stattdessen ließ Bowen Cooke eine Variante der Experiment-Klasse mit Schmidt-Überhitzer konstruieren. Ohne vorangehende Erprobung durch Prototypen wurde eine erste Serie von zehn Lokomotiven in den bahneigenen Crewe Works gebaut.
Wie bei vielen britischen Eisenbahngesellschaften jener Zeit war es üblich, neuen Lokomotiven Namen und Nummern ausgemusterter Lokomotiven zuzuweisen, sofern sich der Gesamtbestand an Lokomotiven nicht erhöhte. Dies führte zu einer willkürlichen Nummerierung ohne fortlaufende Nummernblöcke, die keine Rückschlüsse auf das Alter oder die Ablieferungsreihenfolge der Lokomotiven zulässt.
Obwohl die Lokomotiven, wie schon die Experiment-Klasse, eine schmale Feuerbüchse aufwiesen, stellte sich die Konstruktion als unmittelbar erfolgreich heraus. Die Heizer hatte sich inzwischen mit der notwendigen Feuerungstechnik vertraut gemacht. Die neuen Maschinen konnten das gleiche Lastprogramm wie die 2’B-Lokomotiven der George-the-Fifth-Klasse bewältigen und wurden hauptsächlich im Norden Englands eingesetzt.
In den Jahren 1913 und 1914 bauten die Crewe Works weitere 30 Lokomotiven der Prince-of-Wales-Klasse. Die leistungsstarken Maschinen machten unter normalen Betriebsbedingungen einen Vorspann in der Regel entbehrlich. Eine Ausnahme bildete der Schnellzug Irish Mail, der auch während des Ersten Weltkriegs und in der unmittelbaren Nachkriegszeit häufig mit Vorspann gefahren wurde. Hintergrund war, dass die für diesen Dienst vorgesehenen Lokomotiven der leistungsfähigeren Claughton-Klasse aufgrund ihrer Länge nicht auf der Drehscheibe im  Holyhead gewendet werden konnten.
Während des Ersten Weltkriegs wurden insgesamt 50 zusätzliche Lokomotiven gebaut, von denen aufgrund begrenzter Kapazitäten 20 Exemplare bei der North British Locomotive Company entstanden. Um den Arbeitsaufwand zu reduzieren, erhielten alle während der Kriegsjahre gefertigten Maschinen eine schlichte schwarze Lackierung ohne Zierstreifen.
In den Jahren nach dem Krieg fertigten die Crewe Works weitere 65 Lokomotiven. 1921 und 1922 stellte die William Beardmore and Company in Dalmuir zusätzlich 90 Einheiten her. Die letzte Lokomotive der Prince-of-Wales-Klasse wurde im Februar 1924 von Beardmore vollendet, im Sommer auf der British Empire Exhibition präsentiert und im November desselben Jahres an die London, Midland and Scottish Railway (LMS) übergeben. Die LMS hatte zu Jahresbeginn im Zuge des Groupings alle 245 bis dahin gebauten Lokomotiven übernommen.
Ab 1924 erhielten die Lokomotiven Belpaire-Feuerbüchsen. Fünf Lokomotiven erhielten Walschaerts-Steuerungen. Mit dem Eintreffen der Lokomotiven der Stanier-Klasse wurden die Maschinen zunehmend aus ihrem angestammten Diensten verdrängt. Die Ausmusterung begann 1933 und führten dazu, dass bis 1939 nur noch 22 Exemplare verblieben. Während des Zweiten Weltkriegs wurden die Ausmusterungen vorübergehend ausgesetzt, jedoch ab 1944 wieder aufgenommen. Sechs Lokomotiven gelangten noch zu den British Railways, aber alle waren 1949 ausgemustert, bevor die Umnummerierung stattfinden konnte. Die Lokmotiven erreichten eine durchschnittlichen Einsatzdauer von etwa 15 bis 20 Jahren. Es blieb keine Lokomotive erhalten.

## Namen
Die erste Lokomotive der Baureihe erhielt den Namen Prince of Wales, während die übrigen neun Lokomotiven mit neuen Namen versehen wurden, die von der LNWR zuvor nicht vergeben worden waren und wahrscheinlich von Kriegsschiffen der Royal Navy abgeleitet wurden.
Das zweite Lieferlos, bestehend aus 30 Maschinen, wurde überwiegend nach Poeten und Schriftstellern benannt, darunter auch mehrere international bedeutende Persönlichkeiten wie der Franzose Victor Hugo sowie die Amerikaner Bret Harte und Mark Twain. Eine Ausnahme bildete die letzte Lokomotive dieser Serie, die zu Ehren von G. P. Neele benannt wurde, einem einflussreichen Superintendent of the Line der LNWR im späten 19. Jahrhundert.
Die während des Ersten Weltkriegs gefertigten 50 Lokomotiven erhielten ebenfalls Namen. Nach Kriegsende wurde die Namensvergabe zunächst eingestellt. Erst 1922 erhielten nochmals zwölf Maschinen individuelle Namen.

## Technik
Die Lokomotiven der Prince-of-Wales-Klasse waren eine Weiterentwicklung der Ten-Wheeler (Achsfolge 2’C) der Experiment-Klasse. Die mit Heißdampfkesseln ausgestatteten Lokomotiven können auch als eine um eine Kuppelachse verlängerte Version der George-the-Fifth-Klasse angesehen werden, die im Vergleich zu den Georges etwas kleinere Räder am Laufdrehgestell hatte. Im Vergleich zur in Swindon gefertigten Saint-Klasse der Great Western Railway (GWR) wirkten sie jedoch eher grobschlächtig.
Die Lokomotive verfügte über zwei innenliegende Zylinder mit ebenfalls innenliegender Joy-Steuerung, die Kolbenschieber mit einem Durchmesser von 203 mm (8 in) bewegte. Die Druckausgleichsventile der Kolbenschieber waren oberhalb des Laufblechs beim Rauchkammerträger angeordnet.
Die erste und die zweite Kuppelachse waren mit einer Sanstreueinrichtung versehen.
Charakteristisch für die Joy-Steuerung Bauart war der direkte Antrieb der Schieber über einen Mitnehmerhebel von der Treibstange, wobei auf die Verwendung eines Exzenters oder einer Gegenkurbel verzichtet wurde. Die konstruktive Ausführung des Bolzenlochs für den Mitnehmerhebel in der Treibstange erwies sich jedoch als technisch anspruchsvoll. Bei Lokomotiven der LNWR, die mit Joy-Steuerung ausgerüstet waren, führte dies wiederholt zu Unfällen infolge von Treibstangenbrüchen. So kam es am 28. Mai 1923 bei der Lokomotive Nr. 1355 im Bahnhof Betley Road, etwa acht Kilometer südlich von Crewe, zu einem schweren Unfall: Die Treibstange brach während der Fahrt bei einer Geschwindigkeit von rund 110 km/h und durchstach Kessel sowie Feuerbüchse. Der Lokführer erlitt dabei schwere Verbrühungen.
Der dreiachsige Schlepptender war eine Neukonstruktion; die Form der Außenrahmens war gleich, aber die Blattfedern hatten gerade Oberseiten und die Oberkante des Tenders war massiv mit doppelter Sicke ausgebildet. Dieser Tendertyp blieb bis zum Erscheinen der ersten Produktionsserie von Lokomotiven der Claughton-Klasse Standard.

## Weiterentwicklung

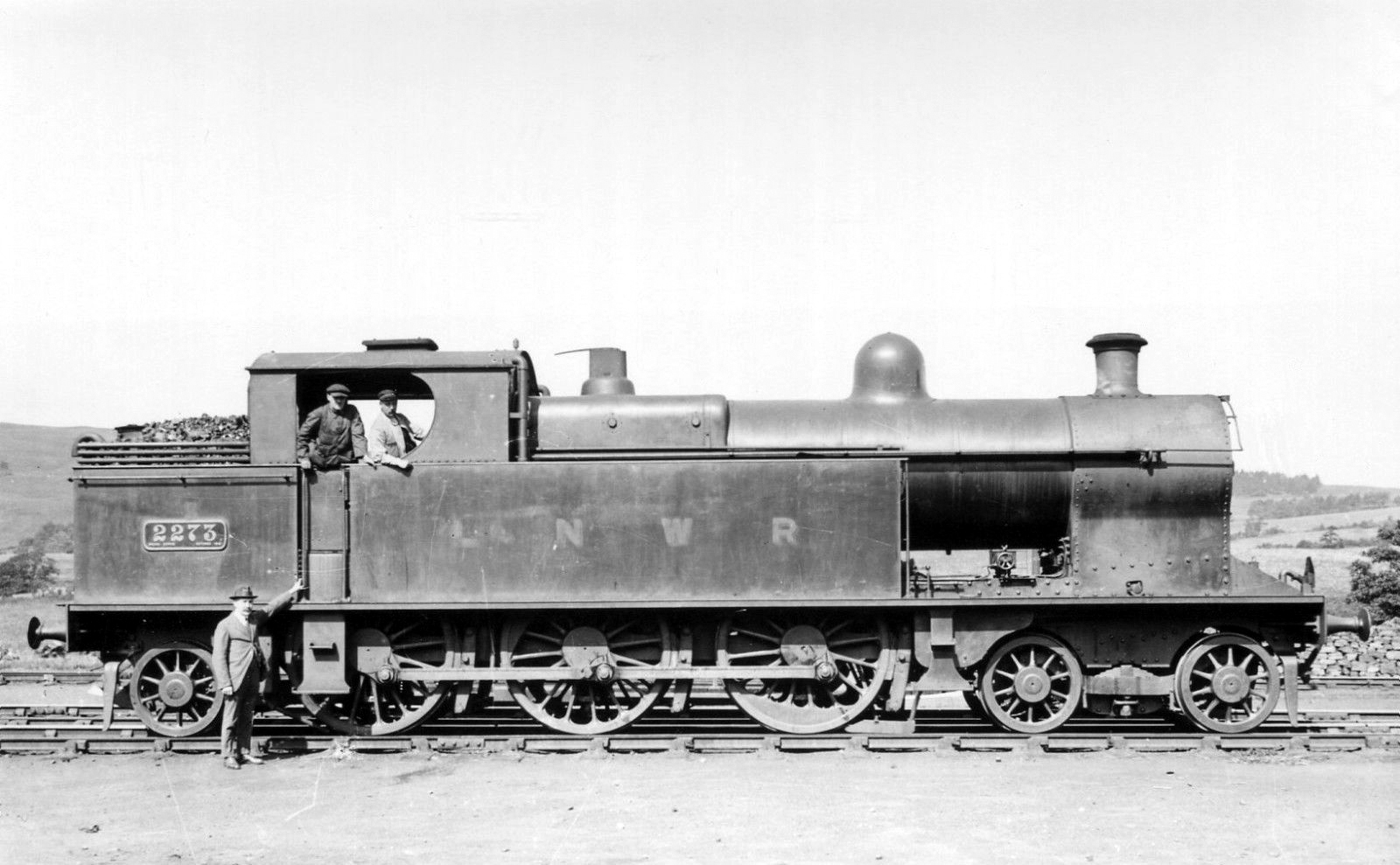
Princes of Waltes Tank Nr. 2273 (Baujahr 1916, ausgemustert 1937)

Die LNWR-Klasse Prince of Wales Tank, auch 2665-Klasse genannt, war die ebenfalls von Bowen Cooke entworfene Ausführung der Prince-of-Wales-Klasse als Tenderlokomotive. Die mit seitlichen Wasserkästen ausgestatteten Lokomotiven erhielten einen verlängerten Rahmen sowie eine zusätzliche Nachlaufachse, wodurch hinter dem Führerhaus der Kohlenkasten hinzugefügt werden konnte. Zwischen 1910 und 1916 wurden in den Crewe Works 47 Exemplare dieser Baureihe gefertigt. Sie kamen hauptsächlich im Vorortverkehr von London ab dem Bahnhof Euston zum Einsatz, wurden jedoch auch früh für den Personenverkehr zwischen Shrewsbury und Swansea Victoria auf der große Steigungen aufweisenden Heart of Wales Line verwendet. Die Ausmusterung der Lokomotiven erfolgte zwischen 1936 und 1941. Es ist kein Exemplar erhalten geblieben.